# Perseus (stjernebillede)
Perseus (Perseus) er et stjernebillede på den nordlige himmelkugle.